# تاج میر
تاج میر یک روستا در ایران است که در بخش مرکزی شهرستان سربیشه واقع شده‌است. تاج میر ۲۸۴ نفر جمعیت دارد.